# قائمة الصحفيين القتلى في العراق
هذه قائمة بالصحفيين القتلى في العراق من عام 2003.
- عبد شاكر الدليمي[1]
- سعود مزاحم الحديثي
- معزز أحمد
- ليث مشعان
- إسماعيل محمد خلف
- علي جعفر
- محمد جاسم
- أسامة قادر
- رياض محمد علي
- عبد الوهاب القيسي
- أمين أسماعيل
- محمد عباس حمد
- آياد لطيف نصيف الموسوي[1]
- صفاء إسماعيل عناد
- عبد الكريم الربيعي
- هادي عناوي الجبوري
- أحمد رياض الكربولي
- آزاد محمد حسن
- نوفل الشمري
- ذاكر الشويلي
- أحمد شعبان
- عبد المجيد إسماعيل خليل
- رائد قيس
- سعد مهدي شلاش
- نقشين حمة رشيد
- أنس رشيد
- محمد البان
- فادية محمد عبد الطائي
- لمى عبد الله
- فضيلة عبد الكريم
- نبيل إبراهيم ظاهر
- إسوان أحمد لطف الله
- أحمد هادي
- عبد الرزاق هاشم
- حسين الزبيدي
- جمال الزبيدي
- موحان حسين الظاهر
- حامد الدليمي
- عثمان المشهداني
- ثائر أحمد جبر الربيعي
- خمائل محسن[2]
- آياد نصيف الموسوي
- آزاد محمد حسن
- عبد المجيد إسماعيل خليل
- أحمد هادي
- عبد الرزاق هاشم
- حسين الزبيدي
- جمال الزبيدي
- حامد الدليمي
- عثمان المشهداني
- صالح سيف الدين
- جوليا أنغيتا برادو
- طارق أيوب
- أنزو بالدوني
- جيمس برولان
- سعيد شماغ
- مازن دعنا
- بول دوجلاس
- علاء عبد الكريم الفرطوسي
- كاوه جولستان
- سحر حسين الحيدري
- صفاء عبد الحميد
- خالد حسان
- مايكل كيلي
- وليد خالد
- تيري لويد
- فالديمار ميلفيتش
- بول موران
- فريديريك نيراك
- نمير نور الدين
- تاراس بروتسيوك
- غابي رادو
- ياسر الصالحي
- رياض السراي
- شهاب التميمي
- مازن الطميزي
- ستيفن فنسنت
- مارك فاينمان
- فاخر حيدر
- مايكل كيلي
- اليزابيث نيوفر
- فيرونيكا كابريرا
- ماريو بوديستا
- بول موران
- يريمي ليتل
- بول دوغلاس
- وليد خالد
- غابي رادو
- تيري لويد
- ريتشارد وايلد
- كريستيان ليبج
- كاوه جولستان
- علي عبد العزيز
- علي الخطيب
- خالد العطار
- مها إبراهيم
- أحمد شوكت
- أطوار بهجت
- انزو بالدوني
- كوتارو اوجاوا
- منير بوعمران
- راشد حميد والي
- خوسيه كوسو
- خوليو أنغيتا برادو
- تاراس بروتسيوك
- أحمد هاشم عبد النبي
- أحمد هادي ناجي
- أحمد عزيز رجب
- أحمد شعبان رشيد
- أحمد رشيد
- حميد رشيد عباس
- موفق العاني
- زامل غنام الزوبعي
- قحطان سامي
- هادي المهدي
- أحمد خالد أحمد السلطاني
- محمد كريم البدراني
- محمد غانم
- سعد زغلول
- بشار النعيمي
- علاء ادور بطرس
- وضاح الحمداني

نورس النعيمي
- مهند محمد الوائلي
- وسن العبيدي
- رعد البدي
- محمد عبد الحميد
- أحمد الخطاب
- جمال عبد الناصر
- فراس مححمد عطية
- ثائر محمد مانع
- مثنى عبد المحسن
- خالد عبد ثامر
- محمد بديوي
- واثق الغضنفري
- همام محمد
- خالد علي
- معتز جميل
- فاطمة عمر عبد الكريم
- علي غزاي المياحي
- رعد العزاوي
- عمار عامر لطوفي
- علي رشم
- علي الأنصاري[3]
- عدنان عبد الرزاق[3]
- سردشت عثمان [4]
- كاوة أحمد غيرمياني[5]